# فرماندهی و تسخیر: گرگ و میش تایبریوم
«فرماندهی و تسخیر: گرگ و میش تایبریوم» (انگلیسی: Command & Conquer 4: Tiberian Twilight) یک بازی ویدئویی در سبک real-time tactics است که توسط الکترونیک آرتس و در سال ۲۰۰۹ منتشر شد. «فرماندهی و تسخیر: گرگ و میش تایبریوم» در پلت‌فرم مایکروسافت ویندوز منتشر شده‌است.